# Gabrielona
Gabrielona là một chi ốc biển, là động vật thân mềm chân bụng sống ở biển trong họ Phasianellidae.

## Các loài
Các loài trong chi Gabrielona gồm có:
- Gabrielona sulcifera Robertson, 1973[2]